# العلاقات الكونغوية اللاوسية
العلاقات الكونغولية اللاوسية هي العلاقات الثنائية التي تجمع بين جمهورية الكونغو ولاوس.

## مقارنة بين البلدين
هذه مقارنة عامة ومرجعية للدولتين:
| وجه المقارنة                                              | [[تصنيف:صفحات تستخدم رمز علم غير موجود\|]] جمهورية الكونغو | لاوس        |
| --------------------------------------------------------- | ---------------------------------------------------------- | ----------- |
| المساحة (كم2)                                             | 342.00 ألف                                                 | 236.80 ألف  |
| عدد السكان (نسمة)                                         | 5.26 مليون                                                 | 6.86 مليون  |
| الكثافة السكانية (ن./كم²)                                 | 15.38                                                      | 28.97       |
| العاصمة                                                   | برازافيل                                                   | فيينتيان    |
| اللغة الرسمية                                             | لغة فرنسية                                                 | اللغة اللاو |
| العملة                                                    | فرنك وسط أفريقي                                            | كيب لاوي    |
| الناتج المحلي الإجمالي (بليون دولار)                      | 8.72 مليار                                                 | 16.85 مليار |
| الناتج المحلي الإجمالي (تعادل القوة الشرائية) بليون دولار | 29.48 مليار                                                | 38.71 مليار |
| الناتج المحلي الإجمالي الاسمي للفرد دولار أمريكي          | 1.85 ألف                                                   | 1.82 ألف    |
| الناتج المحلي الإجمالي للفرد دولار أمريكي                 |                                                            |             |
| مؤشر التنمية البشرية                                      | 0.591                                                      | 0.575       |
| رمز المكالمات الدولي                                      | +242                                                       | +856        |
| رمز الإنترنت                                              | .cg                                                        | .la         |
| المنطقة الزمنية                                           | ت ع م+01:00                                                | ت ع م+07:00 |

## منظمات دولية مشتركة
يشترك البلدان في عضوية مجموعة من المنظمات الدولية، منها:
| علم المنظمة | اسم المنظمة                        | تاريخ انضمام جمهورية الكونغو | تاريخ انضمام لاوس |
| ----------- | ---------------------------------- | ---------------------------- | ----------------- |
|             | البنك الدولي للإنشاء والتعمير      | 10 يوليو 1963                | 5 يوليو 1961      |
|             | يونسكو                             | 24 أكتوبر 1960               | 9 يوليو 1951      |
|             | وكالة ضمان الاستثمار متعدد الأطراف | 16 أكتوبر 1991               | 5 أبريل 2000      |
|             | مؤسسة التمويل الدولية              | 1 أكتوبر 1980                | 29 يناير 1992     |
|             | منظمة الشرطة الجنائية الدولية      | ?                            | ?                 |
|             | الأمم المتحدة                      | 20 سبتمبر 1960               | 14 ديسمبر 1955    |
|             | مؤسسة التنمية الدولية              | 8 نوفمبر 1963                | 28 أكتوبر 1963    |
|             | منظمة حظر الأسلحة الكيميائية       | ?                            | ?                 |